# جزیره‌های تالاب انزلی
تالاب انزلی واقع در استان گیلان ایران جزایر چندی را در خود جای داده است.
جزیره‌های این تالاب عبارتند از میان‌پشته، میان‌پشته کول، طالقانی، قلم‌گوده بزرگ، قلم‌گوده کوچک، میان‌گوده ، مارا گوده، اکبرآباد، آبکنار، چراغ‌پشتان، خشکی، سید کاظم باغ، پیل علی‌باغ ، میرحسن باغ.
جزیره‌ای که معمولاً کشتی‌ها در آن لنگر می‌اندازند قلم‌گوده نام دارد که در امتداد خارجی یا جنوبی و انتهای شرقی ساحل گسترش یافته و معبری عمیق شبیه به رودخانه‌ای که ۱۲۵ متر عرض و طول زیادی دارد، به جا می‌گذارد. در این معبر کشتی‌ها می‌توانند کاملاً در نزدیکی ساحل لنگر انداخته و مانند اینکه در حوضچه یا باراندازی باشند در نهایت اطمینان بارگیری نمایند یا کالای خود را تحویل دهند. در مقابل این بندرگاه جزیره دراز میان پشته قرار دارد که پوشیده از درخت بوده و جنگلی است. این جزیره به معبر مذکور منظره یک رودخانه را می‌دهد. در غازیان کشتی‌ها مقابل اداره گمرک و در طول دو موج‌شکن چوبی بار خود را خالی می‌کنند.
میان‌پشته بیش از یک متر از آب بالا نیست و غالباً بادهای شدید آن را دچار سیل زدگی می‌کند. بیشتر طول آن از شرق به غرب ۱۲۶۰ متر و پهن‌ترین قسمت آن در حد شرقی به ۷۶۵ متر می‌رسد. ساحل شمالی ۶۳۰ متر است و در محلی که رودخانه به دریا می‌رسد قرار دارد. میان پشته سابقاً یک انبار باروت‌کوبی داشت و در آنجا آثاری از باغی به نام باغ شاه که مربوط به زمان خسروخان است و همچنین پنج ویلا و چهل و پنج کلبه ماهیگیری و دو مؤسسه برای خشکاندن پیله و باغی به نام یوسف‌آباد دیده می‌شود. این جزیره به میان‌پشته کوچک و میان‌پشته بزرگ تقسیم می‌شود. میان‌پشته کول جزیره کوچکی است در بالای میان‌پشته که در آن درخت کاشته شده‌است.
قلم‌گوده در مشرق میان‌پشته و در بالای غازیان واقع شده شده از نیزار پوشیده است. در زمین خشک قلم گوده گاه‌گاه چهار پایان اهلی چرا می‌کنند. میان‌گوده جزیره کوچکی است که از نیزار پوشیده شده و در بالا و نیمه راه غازیان و میان‌پشته واقع شده‌است. اکبرآباد جزیره بسیار کوچکی است که میان میان‌گوده و قلم‌گوده قرار دارد. در مشرق انزلی و جنوب زبانه‌ای که مرداب را در برمی‌گیرد جزایری است که به صورت باغی یا چمن دیده می‌شوند و عبارت است از: خشکی، سید کاظم باغ، پیل علی باغ، میرحسن باغ.
مارا گوده به صورت سلگاه «استخر» می‌باشد و اهالی کولیور از آنجا برای شکار مرغابی استفاده می‌کنند در این منطقه کسی که زندگی خود را با شکار مرغابی می‌گذراند سل‌بر نامیده می‌شود.
جزیره که یک قسمت از آن زیر کشت رفته و کنف می‌دهد و در پنج کیلومتری انزلی در شمال مازورک در انتهای جزیره آبکنار قرار دارد. جزیره چراغ‌پشتان در ۶ کیلومتری انزلی و در مشرق مارا گوده قرار دارد.